# Naka
Naka è una città giapponese della prefettura di Ibaraki.